# Sand Falcons 2019
Questa voce raccoglie le informazioni riguardanti i Sand Falcons nelle competizioni ufficiali della stagione 2019.

## 2. Divisjon 2019

### Stagione regolare
| Haugesund 13 aprile 2019, ore 14:00 | Haugesund Hurricanes | 6 – 12 | Sand Falcons |  |

| Sand 5 maggio 2019, ore 14:00 | Sand Falcons | 38 – 22 | Tønsberg Raiders | Olaløkka Stadion |

| Sand 12 maggio 2019, ore 14:00 | Sand Falcons | 16 – 20 | Kolbotn Hunters | Olaløkka Stadion |

| Sand 8 giugno 2019, ore 14:00 | Sand Falcons | 52 – 6 | Åsane Seahawks | Olaløkka Stadion |

| Sofiemyr 16 giugno 2019, ore 14:00 | Kolbotn Hunters | 8 – 28 | Sand Falcons |  |

### Playoff
| Kristiansand 22 giugno 2019 | Kristiansand Gladiators | 62 – 6 | Sand Falcons | Karuss |

## Statistiche di squadra
| Competizione | %Vittorie | In casa | In casa | In casa | In casa | In casa | In casa | In trasferta | In trasferta | In trasferta | In trasferta | In trasferta | In trasferta | Totale | Totale | Totale | Totale | Totale | Totale |
| Competizione | %Vittorie | G       | V       | N       | P       | Pf      | Ps      | G            | V            | N            | P            | Pf           | Ps           | G      | V      | N      | P      | Pf     | Ps     |
| ------------ | --------- | ------- | ------- | ------- | ------- | ------- | ------- | ------------ | ------------ | ------------ | ------------ | ------------ | ------------ | ------ | ------ | ------ | ------ | ------ | ------ |
| Campionato   | .800      | 3       | 2       | 0       | 1       | 106     | 48      | 2            | 2            | 0            | 0            | 40           | 14           | 5      | 4      | 0      | 1      | 146    | 62     |
| Playoff      | .000      | 0       | 0       | 0       | 0       | 0       | 0       | 1            | 0            | 0            | 1            | 6            | 62           | 1      | 0      | 0      | 1      | 6      | 62     |
| Totale       | .667      | 3       | 2       | 0       | 1       | 106     | 48      | 3            | 2            | 0            | 1            | 46           | 76           | 6      | 4      | 0      | 2      | 152    | 124    |